# ألبير فرانسوا لوبران
ألبير فرانسوا لوبران (29 أغسطس 1871-6 مارس 1950) (بالفرنسية:Albert François Lebrun) سياسي فرنسي، رئيس الجمهورية الفرنسية 1932 حتى 1940. كان آخر رئيس الجمهورية الفرنسية الثالثة.
بعد الحرب، عاش لوبران كمتقاعد. مات بسبب الالتهاب الرئوي في باريس في 6 مارس 1950 صراع طويل مع المرض.

## روابط خارجية
- ألبير فرانسوا لوبران على موقع الموسوعة البريطانية (الإنجليزية)
- ألبير فرانسوا لوبران على موقع مونزينجر (الألمانية)